# Disa virginalis
Disa virginalis är en orkidéart som beskrevs av Hans Peter Linder. Disa virginalis ingår i släktet Disa och familjen orkidéer. Inga underarter finns listade i Catalogue of Life.

## Bildgalleri

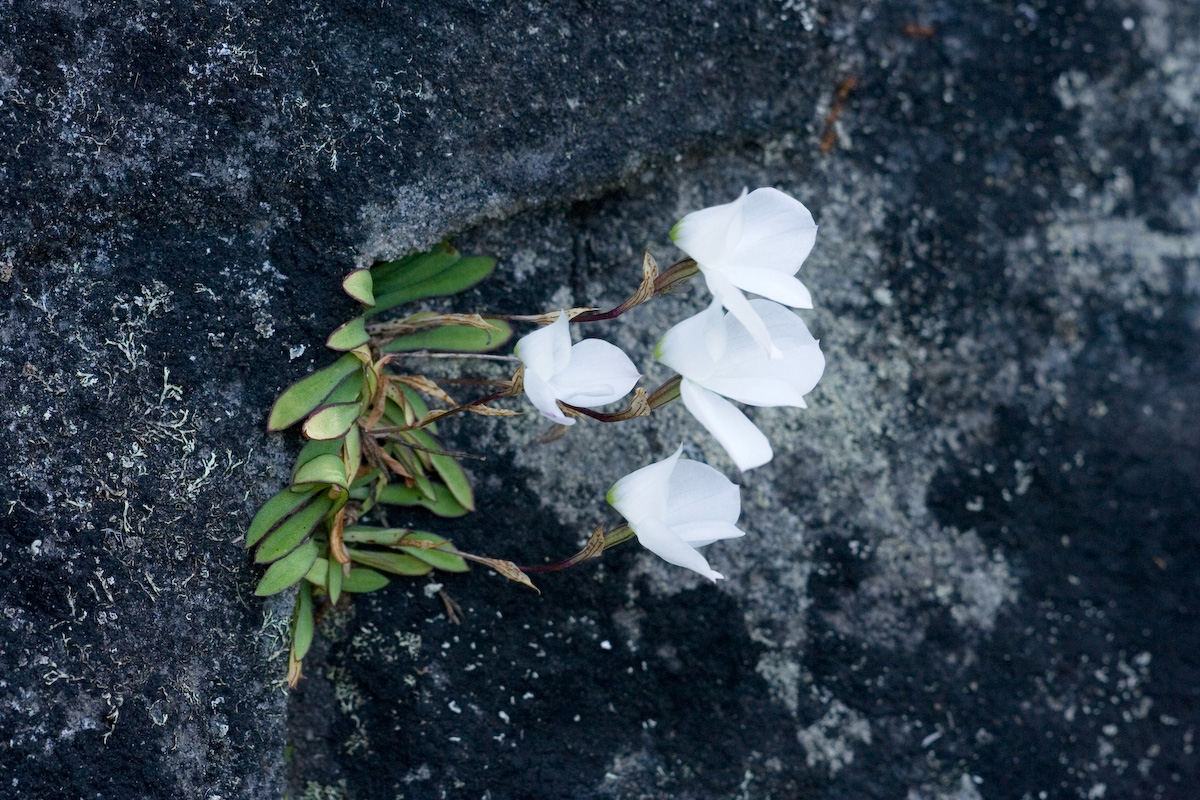